# Los Angeles Galaxy
Los Angeles Galaxy (også kendt som LA Galaxy) er en professionel fodboldklub baseret i Los Angeles, Californien, som deltager i Major League Soccer. Navnet "Galaxy" refererer til at Los Angeles er hjemsted for mange Hollywood 'stjerner.' Holdets farver er guld og hvid. 
Galaxy var et af ti stiftende medlemmer af Major League Soccer, som begyndte i 1996. Klubben spillede deres hjemmekampe på Rose Bowl fra 1996 til 2002 inden man i 2003 flyttede til klubben eget stadion, The Home Depot Center i Carson, California, som er konstrueret til fodbold. Siden sæsonen 2005, har klubben delt hjemmebane med C.D. Chivas USA. Galaxy har det højeste tilskuertal og var den første MLS klub til at skabe et overskud i en sæson. Galaxy har tre primære fanklubber The Galaxians, Angel City Brigade samt the Los Angeles Riot Squad. Klubbens maskot er kendt som "Cozmo," et frølignende rumvæsen. 
Den 11. januar 2007 blev det annonceret at David Beckham ville slutte sig til holdet den 1. juli på en 5-årig kontrakt, som efter sigende giver ham en løn på 300 mio. kr., men som kombineret med tillæg vil give ham 1,5 mia. i kontraktens løbetid. 

## Historie
Galaxy har nået MLS Cup finalen 5 gange i 1996, 1999, 2001, 2002 og 2005—og vandt i 2002 og 2005. 

## Gennemsnitligt antal tilskuere
Normal sæson /playoff
- 1996: 30.129/29.883
- 1997: 23.626/26.703
- 1998: 21.784/13.175
- 1999: 17.632/21.039
- 2000: 20.400/25.033
- 2001: 17.387/28.462
- 2002: 19.047/24.596
- 2003: 21.983/20.201
- 2004: 23.809/20.206
- 2005: 24.204/17.466
- 2006: 20.814/nåede ikke playoffs
- 2007: 24.254/nåede ikke playoffs
- 2008: 26.009/nåede ikke playoffs
- All-Time: 22.390/22.676

## Berømte fans
- Drew Carey – Komiker/skuespiller